# Distretto di Waipa
Il distretto di Waipa è un'autorità territoriale della Nuova Zelanda che si trova entro i confini della regione di Waikato, nell'Isola del Nord. La sede del Consiglio distrettuale è situata nella città di Te Awamutu.
Il distretto si trova a sud della città di Hamilton; le due città maggiori sono Te Awamutu e Cambridge, che raggruppano circa il 35% dell'intera popolazione distrettuale.
L'economia si basa soprattutto sull'agricoltura (cereali) e sulla produzione e lavorazione del latte.